# Cucullia improba
Cucullia improba là một loài bướm đêm thuộc họ Noctuidae. Nó được tìm thấy ở tây nam Kavkaz, Turkmenistan, Uzbekistan, Iran, Afghanistan, Thổ Nhĩ Kỳ, Jordan và Israel.
Con trưởng thành bay từ tháng 3 đến tháng 4. Có một lứa một năm.
Ấu trùng có thể ăn các loài Artemisia.

## Phụ loài
- Cucullia improba improba
- Cucullia improba muelleri (Israel)